# Dunasziget
Dunasziget je Vieska
.